# 136a Brigada Mixta (Exèrcit Popular de la República)
La 136a Brigada Mixta va ser una unitat de l'Exèrcit Popular de la República que va prendre part en la Guerra Civil Espanyola. Al llarg de la contesa va estar destinada al front de Guadalajara, sense tenir un paper rellevant.

## Historial
La unitat va ser creada l'1 de maig de 1937 en Girona, a partir de soldats regulars, milicians procedents de la Divisió «Jubert», forces de la defensa de Madrid i milícies procedents de Barcelona i Figueres. El comandament de la nova 136a BM va recaure en el comandant d'infanteria Francisco Costell Salido. La brigada s'integraria en la 33a Divisió. Inicialment la brigada es va traslladar al costat de la resta de la divisió al capdavant d'Andalusia, si bé el mes de juny es va traslladar al front de Guadalajara.
El novembre de 1937 la 136a BM va ser assignada a la 14a Divisió a Guadalajara, quedant en reserva, si bé el 6 de desembre va tornar a quedar situada en primera línia —cobrint el sector de Cifuentes. El 10 de febrer de 1938 la brigada va fer front a quatre assalts enemics contra les seves posicions en el Vèrtex Sierra i Cabezo Cano, aconseguint rebutjar-los. Unes setmanes després, entre l'1 i el 6 d'abril, va intervenir en una petita ofensiva en el front de Conca que, no obstant això, no va donar els resultats esperats. Durant la resta de la contesa no va tornar a intervenir en operacions militars de rellevància. A la fi de març de 1939 la 136a BM es va retirar cap a Madrid, on es va autodissoldre.

## Comandaments
Comandants
- Comandant d'infanteria Francisco Costell Salido;
- Major de milícies Ramón Pastor Llorens;
- Major de milícies Eugenio Franquelo Ramírez;
- Major de milícies Bernabé López Calle;[3]
- Major de milícies Mariano Román Urquiri;
- Capità de milícies Pedro Monné Farreras;

Comissaris
- Rafael Sanz Lapis, del PSUC;[4]
- Isidro Albert Raigada;

Caps d'Estat Major
- tinent coronel Francisco Armengol Vilallonga;
- major de milícies Rafael Carretero;
- capità de milícies Serafín Gilart Fité;